# Prunella modularis

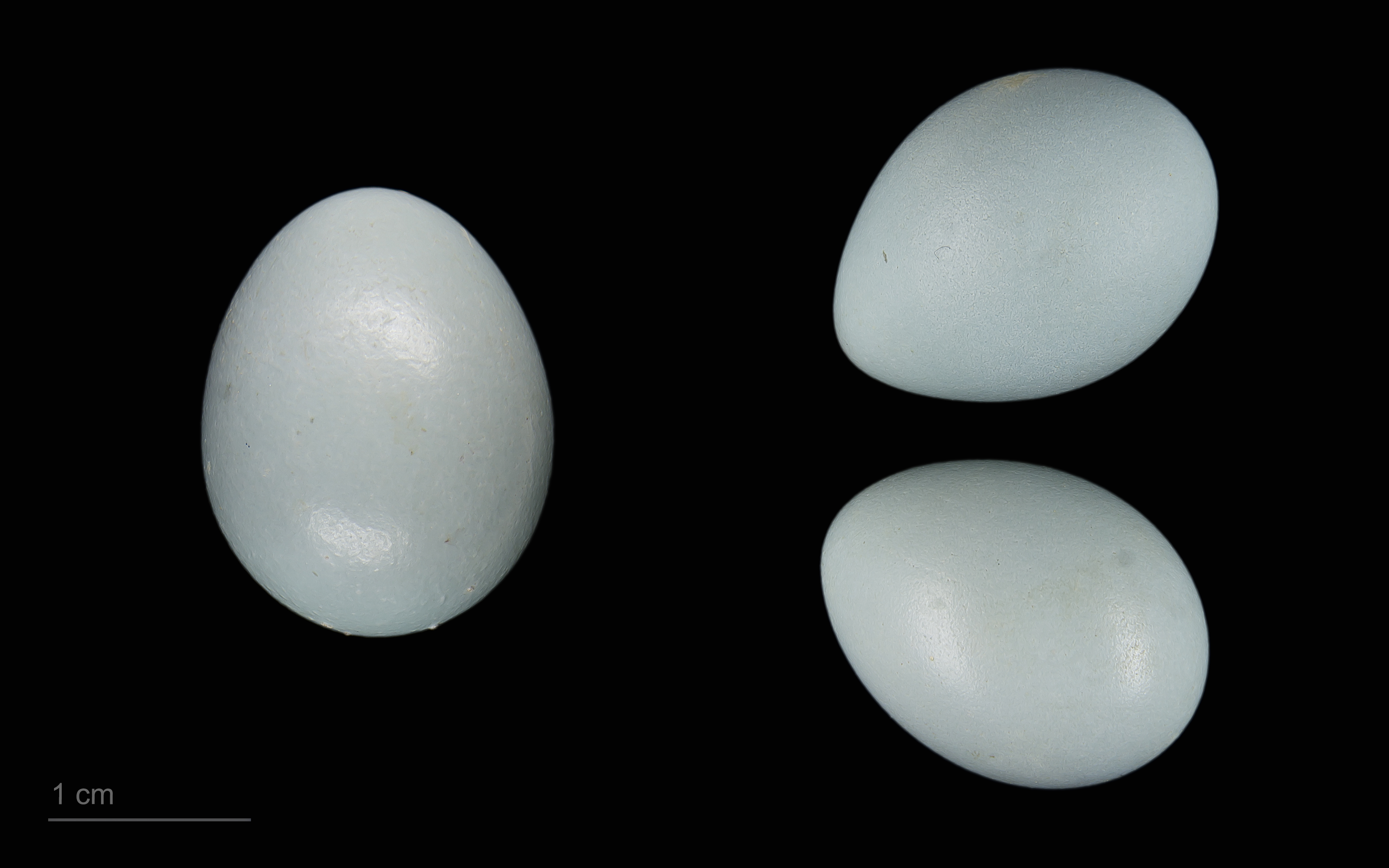
Cuculus canorus canorus en un nido de Prunella modularis - MHNT

El acentor común (Prunella modularis) es una especie de ave paseriforme de la familia Prunellidae ampliamente distribuida por toda Europa. 

## Características
Su aspecto apagado y poco llamativo lo hace difícil de distinguir de un petirrojo juvenil, una bisbita común o un chochín. No obstante, su extraño hábito de apareamiento, con tríos de un macho con dos hembras, o de una hembra con dos machos, lo hacen muy particular.
Su canto es un gorjeo rápido, plano, agudo, monocorde.
Su nido es una taza herbácea, revestida de musgo o pelo, con cuatro o cinco huevos de puesta. Nidifica en dos o tres veces desde abril hasta junio.
Se alimenta en torno a arbustos, entre la maleza, picoteando pequeños insectos y semillas; también acude a las zonas menos naturalizadas a comer migas de pan y queso.

## Distribución
Cría en toda Europa menos en Islandia; extendido en brezales y marismas con matorral denso, en zonas costeras, bosques densos, cultivos y jardines.

## Subespecies
Se reconocen las siguientes subespecies:
- Prunella modularis hebridium
- Prunella modularis occidentalis
- Prunella modularis modularis
- Prunella modularis mabbotti
- Prunella modularis meinertzhageni
- Prunella modularis fuscata
- Prunella modularis euxina
- Prunella modularis obscura